# 西庄站 (昆明市)
西庄站是云南省昆明市官渡区境内一座废弃的铁路车站，原有滇越铁路通过本站。车站前身为设立于1910年1月的西庄乘降所（原址宝象河边的西庄村）。1922年，由于铁路交通繁忙，故于西庄乘降所北约1公里许增设本站。1958年10月，为扩建巫家坝机场，滇越铁路（此时已更名昆河铁路）昆明南站至呈贡站区间线路北移改线，本站亦停止使用。

## 现状
车站停用后，站房（包括售票厅、候车室、站长办公室等）并未同步拆除，保留至今。2003年3月，车站旧址被再度发现并认定为区级文物保护单位。2010年3月30日，经过维修，作为陈列室重新对外开放。2020年2月，升格为市级文物保护单位。

## 周边
- 昆明地铁珥季路站